# Hermida (Viana del Bollo)
Hermida (llamada oficialmente A Ermida) es una aldea situada en la parroquia de Villardemilo, del municipio español de Viana del Bollo, en la provincia de Orense, Galicia.

## Demografía
| Gráfica de evolución demográfica de Hermida entre 2000 y 2023 |
|                                                               |
| Datos según el nomenclátor publicado por el INE.              |